# Гольшанский, Семён Юрьевич (ум. 1556)
Семён Ю́рьевич Гольша́нский (ок. 1515—1556) — государственный деятель Великого княжества Литовского, князь дубровицкий (1549—1556) и гольшанский (1549—1556), стольник великий литовский (1555). Младший сын князя Юрия Ивановича Гольшанского (ум. 1536). Последний мужской представитель рода Гольшанских.

## Биография
В 1549 году после смерти своего бездетного старшего брата, воеводы троцкого князя Януша Юрьевича Гольшанского, Семён Гольшанский унаследовал Дубровицкое и Гольшанское княжества. В 1555 году был назначен стольником великим литовским.
Был женат на Анне Юрьевне Радзивилл (1518—1558), дочери великого гетмана литовского Ежи (Юрия) Радзивилла Геркулеса (1480—1541) и Барбары Кола, от брака с которой детей не имел.
В 1556 году после смерти бездетного князя Семёна Юрьевича Гольшанского богатое наследство князей Гольшанских, которое он унаследовал после смерти своего отца и старших братьев, было разделено между его шестью сестрами: Анастасией (женой князя Кузьмы Ивановича Заславского), Еленой (женой Павла Ивановича Сапеги), Софьей (женой князя Александра Полубенского), Марией (женой Андрея Монтовта, Михаила Козинского и Андрея Курбского), Анной (женой Елизара Кирдея) и Феодорой (женой Богдана Соломерецкого).